# Zenica (nádraží)
Zenica je železniční stanice ve stejnojmenném městě v Bosně a Hercegovině. Je součástí trati Šamac–Sarajevo, nachází se na 197,7 km trasy.
Nádraží je umístěno v severozápadní části města, v lokalitě Blatuša. V jeho blízkosti se nachází i místní autobusové nádraží.

## Historie
Výstavba nádraží byla realizována v rámci tzv. pracovní akce mládeže (ORA) po druhé světové válce. V rámci modernizace a rozšiřování města Zenica byla přeložena i železniční trať východně od města. Namísto původní stanice úzkorozchodné dráhy bylo rozhodnuto o zbudování plnohodnotného nádraží pro osobní dopravu. Do soutěže se přihlásili dva architekti původem z Bělehradu (Mihajlo Mitrović a Radivoje Tomić), kteří se také účastnili dobrovolnických brigád na výstavbě trati. Jejich návrh, který zahrnoval kompletní projektovou dokumentaci monumentální budovy s velkou odbavovací halou, byl nakonec výběrovou komisí pozitivně přijat. Schválen byl v roce 1947 a dokončen byl v roce následujícím, ke Dni republiky. Od té doby slouží nádraží osmdesátitisícovému městu.